# 变形金刚
變形金剛是由美國孩之寶公司與日本特佳麗公司自1984年起就開始合作製作的玩具產品系列。在動畫故事中，變形金剛起源於塞伯坦星球，是超級機械生命體，主要分為博派與狂派兩大派系。本系列作品常被粉絲以「TransFormers」稱呼，或簡稱為「TF」。

## 简要年表

### 1974—1983年
1970年，TAKARA公司从美國孩之寶公司買下孩之寶當家產品《Combat Joe》人形的使用權。由于当时日本的孩子们不喜欢军人士兵一类的玩具，TAKARA公司把Combat Joe改头换面变成《变身生化人》系列。1974年，TAKARA公司原本打算推出一个微缩版的“变身生化人”，但最终其把它的名字定为《微星小超人》。「微星小超人」只是一批透明身体，镀银頭部，高约10公分的可动小人形。TAKARA公司也为微星小超人创造了一系列的故事，以漫画的形式推出。当然，这时候的微星小超人还与变形以及机器人没有任何关系。
1982年，《微星小超人》系列开始加入机器人的角色，将以前的人形技术以机器人的形态表现出来，推出了「微星機器人」（ミクロロボット）系列。其中一些机器人已经可以简单的变形为飞行器之类的交通工具。於1983年时，TAKARA推出了一个名为「微星變形」（ミクロチェンジ）的分支系列。在这个系列中，人物更像纯机械的生命体，不再是以往单纯的改造人形态。而变形种类与变形方式也较以往更为丰富且复杂。这些人物的变形主要以小型家电、设备、工具、武器，或是迷你汽车为主，包括了卡带式单放机、显微镜、手枪等。
TAKARA研究发明新的玩具系列，欲将机器人与变形的概念独立出来。1980年，TAKARA推出了名为《戴亞克隆》的系列。《戴亞克隆》系列分为非常多的小系列，包括了可以變成汽車的「汽車機器人」（カーロボット），或是变成恐龙的「恐龍機器人」（恐竜ロボ）。
而《戴亞克隆》的设定，主要在Studio Nue（スタジオぬえ）完成，该制作组当时的主要机械设定是宫武一贵和加藤直之，而当时还在筑波大学读书的河森正治，以打工的身份参与了《戴亞克隆》的设定工作。其他參與設計的人尚有荒牧伸志，伊東岳彦和明貴美加。
虽然《戴亞克隆》系列仅是在当时的电视杂志上连载一些故事，而没有动画或是漫画的帮助，但还是引起了广泛的关注。在当年的东京玩具展上，孩之宝开始与TAKARA洽谈合作的事宜。
在歐洲方面，意大利的GiG公司於1983年开始以「Trasformer」的名字开始引进《戴亞克隆》及《微星變形》两个系列著產品。

### 1984年
《變形金剛》系列之發行
TAKARA為了更加開拓市場，于是與在美國有廣大通路的孩之寶合作：TAKARA負責玩具提供，孩之宝負責銷售策略。在1984年，孩之宝選出《微星小超人》與《戴亞克隆》两个系列中的部分商品，以《變形金剛》之名稱引进美国，并由漫威漫畫创作相关的漫画。除了漫畫系列之外，为了更好的推广該玩具系列，由Sunbow Productions製作了卡通影集《變形金剛》於電視台播出。（作畫為外包，其動畫製作主要由日本的東映動畫完成，在第一季製作16集、第二季製作39集、第三季製作13集，製作1986年電影版和1984年-1990年美版玩具廣告中的動畫，漆原智志、大張正己和羽原信義曾參與作畫，第二季開始韓國的AKOM加入，在第二季、第三季和第四季中分別製作了10集、17集和3集動畫。）同时为了弥补人物设定中的一些不足，孩之宝还从别的日本玩具公司买来一些变形机器人玩具版权放到了变形金刚系列中，如震盪波、奧米茄和天火等，其中天火就是來自於萬代。
孩之宝的这一计划得到了空前的成功。在1984年2月的美国国际玩具展上，孩之宝凭借还未正式上市的变形金刚，在7天内创下了价值1亿美元的批发订货纪录。在玩具正式上市后的8周内便卖出了3百万个变形金刚，在7个月内卖掉了1千万个变形金刚，占掉了当时玩具市场的43％的份额。这一年，孩之宝共推出了26款变形金刚人物。

### 1985年
在1984年推出的《變形金剛》角色，大部分是利用TAKARA公司原积压的库存加以重新包装上市的玩具。从1985年开始，孩之宝在玩具上加上了热感标志重新推出，而且在包装上有了些变化。比如1984年推出的迷你车人物都是以车形态放在包装中的，而1985年再发行版则是变成人形包装的。而且在几款「迷你车」中还加附赠了「迷你间谍」，是一种简单变形的回力车。
除重新发行的产品外又推出了更多的角色，包括了「恐龍派」、「建造派」（Constructicons）、「昆蟲派」（Insecticons），與「三變戰士」（Triple Changers）等源自於《戴亞克隆》系列的產品。原本在《戴亞克隆》系列中，「工程车六合体」（《变形金刚》中的破壞者）与「火车六合体」（《变形金刚：头领战士》中的雷电）是配对登场的，但由于当时在美国火车玩具并不是很受青少年欢迎，因此火车六合体没有被选入《变形金刚》系列。另外，《戴亞克隆》系列有两位「三變人」，一位是入选变形金刚系列的闪电；另一位是变形为直升机与X形翼战斗机的角色，後者没能入选变形金刚系列，取而代之的是在《戴亞克隆》末期已经设计完成的智慧魔星，直接以变形金刚的身份登场。同时，孩之宝也展開了一些集点换玩具的活动：只要收集包装上的点数寄回公司，就可以换回一些无法通过商店买到的人物。来自《戴亞克隆》的「Power Dashers」「Omnibots」成为了集换对象。

### 1986年
電影《變形金剛：The Movie》上映
经过两年的市场培育，《变形金刚》已经成为当时家喻户晓的玩具品牌。从1986年开始推出了許多原创人物，这些人物有部分的原型是在《戴亞克隆》後期所设计中。这一年中推出的新产品开始有了新的特点：合体機制。原本《戴亞克隆》中的合体基本都是六个或更多人组合，之後TAKARA设计师把合体部队规范为五人合体，体型较大的队长作為合体時的躯干，四名体型较小的队员作為四肢。超級戰士与萬能喪士、保衛者与布斯達等角色陆续配对登场。
在卡通方面，孩之宝策划了電影版《變形金剛：The Movie》。在电影中，很多既有的人物被安排阵亡，並添加了新一代的人物。因此《變形金剛：The Movie》的实际作用是为玩具产品的更新换代做铺垫。新一代变形金刚的设计风格也产生了很多变化，有別於用既有的交通工具做為變形之後的模式，設計開始朝未來風格。这不只是因为剧情开始从地球转移到其他星球，更重要的是这样可以不必为从汽车公司购买车型版权而花费大量资金。当时孩之宝负责剧情與设定案，TAKARA及东映动画則负责动画制作和玩具开发以及人物设定。由于當時公司之间只能通过定期打长途电话来讨论工作，导致了设计过程中的沟通不足。为了防止大电影的剧情泄密，孩之宝把补天士与惊破天的设定案交给TAKARA及东映动画时并没有告诉对方这两个人物是新一代的首领。TAKARA设计师以为惊破天只是个要塞参谋，而补天士则只是个普通中型变形金刚，于是设计时并没有像设计首领那么投入，致使这两个人物的玩具出来后令很多玩家失望。事后TAKARA的设计师很后悔，说如果当时知道他们的身份，会设计的更好。
格威龍玩具設計師是大野光仁，洛迪文玩具設計師是國弘高史，合體戰士中超級戰士與萬能喪士、霹靂星已於《戴亞克隆》構思好設計。破壞者亦是《戴亞克隆》年代的構思，草圖名為「新機器人基地」（新ロボットベース）。
尤尼克隆也是TAKARA玩具設計師幡池裕行（漫画家伊東岳彦）《Micro Change》年代的構思，草圖名為「Planet-Robot」。
合體戰士霹靂星玩具及動畫機械設計師都是明貴美加。
美日雙方各有為尤尼克隆設計玩具，但是兩種版本後來都取消發行。大野光仁已設計好了獨角獸的玩具，但最後沒有推出。

### 1987年
1987年導入了在現有的變形金剛上增加了人類角色的新產品「Master戰士」：「頭領戰士」與「靶子戰士」。這些人類角色能夠變成頭領戰士的頭部或是靶子戰士的槍械。頭領戰士的頭部在人型模式時也能進入駕駛艙。不過日本的《變形金剛：頭領戰士》則是將人類設定為體型大小與人類一樣的變形金剛。
美國方面播映了卡通《變形金剛》第四季（標題為《Transformer: The Rebirth》）」，由於預算削減，將五集縮減為三集。
日本方面當時在頭領戰士與靶子戰士等產品加上原創商品，另行展開了新的系列《變形金剛：頭領戰士》，並播映了由東映公司所製作的第一部日本變形金剛電視動畫《變形金剛：頭領戰士》，作為《變形金剛2010》之延續。《變形金剛：頭領戰士》與《變形金剛》第四季是互為平行世界的關係，因此內容與設定各有不同。
TAKARA玩具設計師大野光仁表示頭領戰士靈感來自鋼鐵吉克（港譯《金鋼飛天鑽》），大野光仁曾笑說如果當年沒有想到三變戰士、合體戰士、頭領戰士、巨大基地、隱者戰士、超神戰士、微型戰士等點子當年可麻煩了。
大野光仁當時設計了《變形金剛》系列中最大的玩具巨無霸福特。

### 1988─1990年
- 1988年 - 日本展開《變形金剛：超神戰士軍》系列
- 美國方面播映了《變形金剛》第五季，本季未添加任何新動畫劇情，而是由前四季中的15集與1986年電影剪輯成5集，組成20集並搭配了新的片頭與片尾影片播出。新畫面採真人實際拍攝之形式製作，內容以動力戰士版柯博文向一名叫湯米甘迺迪（Tommy Kennedy）的真人小孩講述昔日的戰爭為主，美版《變形金剛》卡通到此完結。
- 1989年 - 日本展開《變形金剛Ｖ》系列
- 1990年 - 日本展開《變形金剛Ｚ》系列

### 1991─1995年
在1990年與1991年期間推出了「Action Master」系列。這個系列的特點在於使用了許多《變形金剛》卡通中的經典角色，而且造型與卡通中的人物模組較為接近，可動度也較高。但除了武器、載具與Action Master Elite之外，這個系列的變形金剛產品卻無法變形，因此引起了兩極化的評價。該系列的玩具大部份是由齋藤正勝（斎藤まさかつ）所設計。
TAKARA則分別於1991年與1992年推出了《變形金剛：柯博文的復活》與《變形金剛：合體大作戰》兩系列。
1992年後期，推出了《Transformers: Generation 2》產品線。該產品線初期的玩具大多都是將既有的玩具搭配上新的零件或是改配色來發售，只有少部分的新玩具，直到中後期才開始製作玩具新模，但部分商品卻隨著系列銷售不佳而取消。
美國也於1992年推出了卡通《Transformers: Generation 2》。不過這部卡通其實只是將卡通《變形金剛》取出了52集，利用電腦動畫製作了全新的片頭與片尾，外加場景轉換鏡頭的畫面加工後重播的作品，在當時引起了話題。
由於TAKARA負責玩具設計，所以「Action Master」與《Transformers: Generation 2》玩具銘文印有TAKARA字眼。TAKARA設計師江島多規男在G2系列發明了玩具關節的球狀連接法，當時打開了一個加強了關節連接的新機器人玩具的時代。
1995年結束了《Transformers: Generation 2》產品線，並開始了由子公司Kenner與TAKARA合作所製作的新產品線《百變金剛》（Beast Wars）。TAKARA則是在這年將《Transformers: Generation 2》中的新玩具以《變形金剛 G-2》之名發行日本版玩具。

### 1996─1999年
- 1996年，加拿大動畫公司Mainframe娛樂公司製作了卡通影集《百變金剛》，是一部全片由電腦動畫所製作的電視卡通。這部作品使得《變形金剛》再度大賣，TAKARA與孩之寶子公司Kenner（英语：Kenner）合作陸續製作了許多新產品。而多年沒有合作的麥當勞也拿《百變金剛》作為快樂兒童餐所附贈的玩具。
- 1997年，《百變金剛》進入了第二季，劇情上與之前的《變形金剛》系列建立起了更為明確的關係。另外有限定販售的《Machine Wars》系列於美國玩具連鎖店K&B（英语：K&B）上架。TAKARA則將《百變金剛》系列引進日本，同年也引進《百變金剛》第一季。
- 1998年，《百變金剛》進入第三季，也是系列尾聲。日本方面則自行製作了《超級百變金剛》產品線與動畫。
- 1999年，孩之寶與TAKARA合作推出新產品線《百變金剛：重機械系列》，同名卡通影集也在該年開始播映第一季。日本方面則製作了《新百變金剛》，作為《超級百變金剛》之續集。播映結束之後，將《百變金剛》第二季與第三季合併為《Beast Wars Metals（日语：ビーストウォーズメタルス 超生命体トランスフォーマー）》於電視台播映。

### 2000年─2001年
- 2000年，《百變金剛：重機械系列》進入第二季，並畫下了句點。日本則是自行製作了《變形金剛：Car Robot（日语：トランスフォーマー カーロボット）》產品線與動畫。
- 2001年美國將《變形金剛：Car Robot》搭配原創產品，以《Robot in Disguise》之名引進美國，為接下來的美日合作[註⁠ 2] 定下基礎。[註⁠ 3]
- TAKARA同時推出了15週年復刻版《變形金剛》玩具。

### 2002年─2005年
- 2002年，美日合作推出了《邪神三部曲》系列（Unicron Trilogy）（日方稱為《微型三部曲》）第一部《變形金剛：雷霆艦隊》（Transformers: Armada）。

整個系列的重點在於「微型金剛」（ / ）引導的整個故事主線和多元的玩具特色。
2002年底，日本製作了動畫《變形金剛：微型傳說》（超ロボット生命体トランスフォーマー マイクロン伝説），在美國以《變形金剛：無敵艦隊》之名引進。不過這部動畫在放映時間點上是美國先上映，日本則於2003年初播放。
- 2002年4月TAKARA推出了《變形金剛》復刻版玩具《Transformers Collection》
- 2003年，日本與數家車廠推出了合金模型車加上可變形為焦點的全新系列《變形金剛：Binaltech》，以及以現代的技術將過去的人氣角色完全呈現的《變形金剛：Masterpiece》系列。
- 2004年日本製作了動畫《變形金剛：微型傳說》的續篇《變形金剛：超能連結》，在美國以《變形金剛：能量晶體》（Transformers: Energon）之名引進，本作的玩具設定的重點在於透明零件所組成的能量武器和角色之間的合體功能玩法，並且也是變形金剛動畫作品首次採用3D卡通遮罩渲染上色方式進行變形金剛們的動畫。
- 由於2004年為《變形金剛》20週年，除了主線的超級連結系列之外，同時也推出了其他具有代表性的產品線：

- Transformers: Robot Masters

於日本2004年展開的玩具系列。由多種不同的宣傳方式，展開原創的故事劇情，從多部日本《變形金剛》與《百變金剛》產品線選出數位角色，並增加原創角色，藉由全新的故事平台聚集在一起，概念類似美國的《Transformers: Universe》系列。該系列在發售一年之後隨著故事的連載完結而結束。
- Beast Wars Returns

日本引進《百變金剛：重機械系列》。
《百變金剛：重機械系列》卡通在日本從2004年11月開始放送，在日本視為是使用3DCG的第三部《百變金剛》作品。
- 2005年，日本方面由GONZO製作了《微型三部曲》系列的最後一部動畫《變形金剛：銀河之力》（トランスフォーマー ギャラクシーフォース），在美國以《變形金剛：塞博坦傳奇（英语：Transformers: Cybertron）》）之名引進。

玩具的設計特點在於插入特別設計的晶片來產生多元的玩法。
在劇情設定上，《變形金剛：塞博坦傳奇》是接續前作《變形金剛：能量晶體》系列的同一世界，但在日版《變形金剛：銀河之力》中則是與先前兩部互為平行世界。
同年，IDW出版社接替倒閉的Dreamwave出版社開始出版相關漫畫。

### 2006年
美國於《變形金剛：塞博坦傳奇》系列結束之後，於2006年底開始推出了數個為了填補產品線缺口的新產品線。其中一個產品線《變形金剛》是將早期《變形金剛》的經典角色重新製作出新的玩具，因此又被稱為「經典系列」（Classics）。
由於這個系列原本就是為了填補缺口的關係，所以剛開始沒有計畫搭配任何的卡通或漫畫作品作為宣傳，不過這系列相當受到玩家歡迎，甚至於年會會員限定會刊漫畫中有獨立推出全新漫畫。該系列之後被納入2008年發行的《Transformers: Universe》系列之下的產品線之一。
「經典系列」玩具由TAKARATOMY負責設計。
另一方面，在美國播映《變形金剛》的卡通頻道於2006年後半宣布將製作新的卡通《Transformers: Heroes》，該作品在次年正式更名為《變形金剛進化版》（Transformers Animated）。
除此之外，也推出了《變形金剛：鈦合金系列》（Transformers: Titanium）。該系列在2007年8月下旬日本販售。
日本則推出了《Transformers: Kiss Players》（トランスフォーマー キスぷれ）。

### 2007年
由麥可·貝導演的真人電影《變形金剛》於2007年夏季在全球上映。由於角色的造型設定和傳統的角色造型相差很大，因此遭到部分變形金剛迷的反彈。該片上映之後獲得了3.6億美金的票房，並宣佈了開拍續集的計畫，本片玩具由TAKARATOMY設計，電影上映前一年TAKARATOMY開始設計電影玩具，但電影公司一年前還沒有完成設計，只有概念圖，日本設計師要猜測電影造形設計電影玩具，日本與美國在電影版上映的同時推出了玩具。
TAKARATOMY與耐吉合作推出了《Transformers Sports Label》（トランスフォーマー スポーツレーベル），為耐吉當時的新產品「Free 7.0」作宣傳。柯博文及密卡登變成了一隻左腳的 Free 7.0。除了頭部及整體配色外，兩款產品的模子是一樣的。
TAKARATOMY並推出了音樂設備的產品《Transformers Music Label》（トランスフォーマー ミュージックレーベル），產品有貨櫃可以做為蘋果公司iPod音響的柯博文、MP3聲波、法蘭茲及蘭波耳機。
日本在2007年時重播《百變金剛》第一季，同時發售《百變金剛電視玩具》系列產品。該系列的產品是選出幾款《百變金剛》的舊玩具，並將之重新上色後發行，各產品隨盒附屬一片日語版《百變金剛》的DVD。
孩之寶則與卡通頻道合作推出《變形金剛進化版》。產品由孩之寶與卡通頻道的製作群負責設計造型，由TAKARATOMY負責設計玩具。

### 2008年
孩之寶推出新的《Transformers: Universe》系列，該系列之下包括了「經典系列」、「Generation One」，以及「無敵艦隊」等產品線。商品由TAKARATOMY設計。
部分「經典系列」的商品在日本於2008年3月以《變形吧！變形金剛》之名稱販售。塗裝與美版有極大明顯差異，日本版的塗裝較接近《變形金剛》卡通中的配色，並於部分零件上施加了電鍍處理。TAKARATOMY推出了原創漫畫作品。

### 2009年
- 2007年真人電影版《變形金剛》續集《變形金剛：復仇之戰》於2009年夏季在全球上映，本片玩具由TAKARATOMY設計。
- TAKARATOMY與华特迪士尼公司合作推出了《Transformers Disney Label》（トランスフォーマー ディズニーレーベル）。
- TAKARATOMY與車廠合作推出了《Transformers Alternity》（トランスフォーマー オルタニティ）。
- TAKARATOMY另外了電腦週邊商品《Transformers Device Label》（トランスフォーマー デヴァイスレーベル），產品有爆破者USB集線器、老虎與黑豹隨身碟、鋼鎖與暴龍金剛鼠标。

### 2010年
- 美國推出新產品線《變形金剛》，作為接續《變形金剛：復仇之戰》之產品線。
- 美國推出《Transformers: Generations（英语：Transformers: Generations）》，作為接續《Transformers: Universe》之產品線，商品由TAKARATOMY設計。[參⁠ 13]
- 美國推出原創遊戲《變形金剛：賽博坦大戰》，故事設定在另一個新的平行世界。部分角色有做出玩具商品，於《Transformers: Generations》產品線之下販售。
- 美國推出以合體為主題的新系列《Transformers: Power Core Combiners（英语：Transformers: Power Core Combiners）》，商品由TAKARATOMY設計，玩具於2012年以《Transformers United ex》之名稱在日本發行，塗裝與美版有極大差異。
- 《變形金剛進化版》在日本2010年4月3日起開始放送。玩具於2010年春季販售，部分角色有施以金屬塗裝。
- 日本將《Transformers: Generations》與來自2010年《變形金剛》產品線的經典角色增加金屬塗裝之後，以《Transformers United（日语：トランスフォーマー ユナイテッド）》之名稱發行。
- 美國於2010年底開始播映卡通影集《變形金剛：領袖之證》。本作品是由Hasbro Studios負責企劃，Digitalscape與Polygon Pictures兩家日本動畫工作室經手CG繪製作業。因為TAKARATOMY要設計次年的《變形金剛3》玩具系列，使得《變形金剛 Prime》系列玩具沒法和動畫同時推出。[參⁠ 14]

### 2011年
- 《變形金剛3》於2011年夏季在全球上映。
- 6月美國推出了《Kre-O 變形金剛》的塑膠積木組合玩具，產品由南韓玩具公司Oxford設計。
- 7月TAKARATOMY與時裝品牌A Bathing Ape合作推出了《Transformers x BAPE》[參⁠ 15]，限量產品有BAPE迷彩柯柏文、Baby Milo x Transformers TEE。次年推出限量產品BAPE黑色柯博文。
- 《變形金剛 領袖之證》玩具在美國10月販售。日本於2011年12月販售,卡通影集日本於2012年4月播映。
- 《變形金剛：救援機器人》美國於2011年底開始播映卡通影集。

### 2012年
- 多人線上電玩《變形金剛 宇宙》（Transformers Universe）將會推出。[參⁠ 16]
- 6月TAKARATOMY與赤城乳業合作推出了garigari君冰條機器人，產品是玩具冰條變形成機器人。
- 美國推出了《金剛爆彈》(Bot Shots)系列玩具，商品由TAKARATOMY設計，9月TAKARATOMY以《BeCool!》之名稱發行日本版玩具 。
- 作為《賽博坦大戰》續篇之電玩《變形金剛：賽博坦淪陷》（Transformers: Fall of Cybertron），將在秋季推出，玩具7月在美國販售，商品由TAKARATOMY設計。
- 《領袖之証》電玩版本年12月推出，由Altron與NOW Production兩家日本工作室負責開發。[參⁠ 17]
- 12月TAKARATOMY與品牌NEW ERA合作推出了《Transformers Cap Bots》，產品是59FIFTY帽子變形成機器人。
- 12月TAKARATOMY以《Transformers Generations》之名稱發行《變形金剛：賽博坦淪陷》日本版玩具，有金屬塗裝與美版塗裝有明顯差異。

### 2013年
- 美國推出《變形金剛：領袖之證─狩魔之戰》系列玩具，商品由TAKARATOMY設計。
- TAKARATOMY再度與時裝品牌A Bathing Ape合作推出限量產品BAPE紅色柯柏文，新設計的Baby Milo x Transformers TEE及鞋子
- 4月TAKARATOMY以《參乘合體 變形金剛 Go!》之名稱發行《變形金剛領袖之證─狩魔之戰》日本版玩具，因為日方並沒有播放領袖之證第三季的集數。
- 5月TAKARATOMY與SUPER GT賽車冠軍賽合作推出了《Transformers GT》。
- 6月TAKARATOMY舉行"Masterpiece Fan's Choice"投票，由玩家投票決定Masterpiece版司令官玩具。
- 7月推出了《變形金剛組合機器人》(Transformers CONSTRUCT-BOTS)系列玩具，商品由TAKARATOMY設計。
- 《Transformers Generations》產品線推出了比G1巨無霸福特玩具高的泰坦級大都會(Titan Class Metroplex)玩具，玩具由TAKARATOMY設計師幸日佐志負責設計[參⁠ 18]。這也是首次以「泰坦級」(Titan Class)作為變形金剛的玩具分級，通常而言，泰坦級是體型最大級的等級。
- 9月TAKARATOMY與豐田汽車公司合作推出了《FJ Cruiser x Transformers》系列玩具。
- 12月TakaraTomy Mall與eHobby合作推出了《Transformers Cloud》限定玩具。

### 2014年
- 2014年為《變形金剛》30週年，真人電影版《變形金剛4：絕跡重生》於 2014 年 6 月 25 日上映，本片玩具由TAKARATOMY設計，設計理念崇向簡單的變形方式。
- 7月TAKARATOMY與MEDICOM合作推出《BE@RBRICK×TRANSFORMERS》產品，4款產品是Bearbrick變成柯博文及密卡登、大黃蜂、天王星，2015年再推出《變形金剛4：絕跡重生》版柯博文。除了頭部及整體配色外，5款產品的模子是一樣的。
- 世界各地舉行了《變形金剛》30週年展覽，8月日本舉行歷來最大的《TRANSFORMERS博》，博覽展推出的限量玩具產品引來了不少迴響，臺灣樂團五月天歌曲《DNA》被選定為博覽展主題曲。
- 8月TAKARATOMY再度與時裝品牌A Bathing Ape合作推出限量產品MP-10A 柯柏文 Bape Ver。
- 9月TAKARATOMY ART與出雲重機、FIOBOT、千値練合作推出Mega Drive密卡登，千値練同時推出了「CONVOY PEN」柯柏文筆，2015年2月推出了柯柏文featuring OriginalPlaystation 。
- 10月TAKARATOMY推出《Transformers Legends》產品系列。
- 11月TAKARATOMY MALL與EVA STORE推出了MP-10 柯柏文 Mode "EVA"限定玩具，同時TAKARATOMY推出了《Q Transformers》產品，推出了手機遊戲《Q Transformers 柯柏文歸來之謎》以及在2015年1月推出了《Q Transformers 柯柏文歸來之謎》卡通作為宣傳。
- 12月美國推出《Combiner Wars》產品系列，組合關節不再使用插拔式而是採用滑槽式，商品由TAKARATOMY設計，2015年以《變形金剛 Unite Warriors》之名稱發行日本版玩具，塗裝與美版有極大明顯差異，日本版的塗裝較接近《變形金剛》G1卡通中的配色。

### 2015年
- 2015年春季美國開始播映卡通影集《變形金剛：領袖的挑戰》，本作品由日本動畫工作室Polygon Pictures經手繪製作業，玩具商品由TAKARATOMY設計，日本2015年3月15日起以《變形金剛：大冒險》之名開始放送，同時推出日本版玩具。
- 2015年7月9日TAKARATOMY推出動畫《Q Transformers 柯柏文歸來之謎》的第二季《Q Transformers 柯柏文歸來之謎:更高人氣者之路》，以及與《新世紀福音戰士》、《Hello Kitty》、《史奴比》 合作推出聯動商品。
- 《Combiner Wars》產品線推出了泰坦級蹂躪者(Titan class Devastator)玩具，玩具由TAKARATOMY設計師蓮井章悟負責設計[參⁠ 19]。不過日版《變形金剛 Unite Warriors》的UW06發行的版本中，六位建造派都加上有新的槍械武器，且在關節部分也有大幅度改良。
- 10月推出電子遊戲《變形金剛：毀滅行動》，由日本遊戲工作室白金工作室研發的遊戲，特色為回歸80年代原始卡通外型。
- 11月TAKARATOMY再度與時裝品牌A Bathing Ape合作推出限量產品MP-10R 柯柏文 Bape Ver RED CAMO VERSION。

### 2016年
- 美國宣布將於秋季推出《Titans Return》做為《Combiner Wars》的後續，而《Combiner Wars》和《Titans Return》將會和未定名的第三個系列成為三部曲，並將其合併稱為《Prime Wars》，《Titans Return》玩具商品由TAKARATOMY設計，日本將產品放到《Transformers Legends》系列推出，塗裝較接近《變形金剛》G1卡通中的配色，臉部改正為日版《頭領戰士》卡通中的臉孔。
- 《變形金剛：領袖的挑戰》第二季動畫於2月20日在北美首播，第三季和第四季已經開始製作，將於2016秋天公開第三季的詳情。《Combiner Wars》動畫版於7月網上播出，共8集，每集6分鐘，本作品由日本動畫工作室龍之子製作公司經手繪製作業。
- 2016年為《變形金剛：大電影》30週年，美國為此推出一系列紀念產品，大部分為《經典系列》和《Transformers: Universe》產品重塗，日本方面，TAKARATOMY 2月推出了全新設計的《Masterpiece》版羅德玩具。
- 《Titans Return》產品線推出了泰坦級巨無霸福特(Titan class Fortress Maximus)玩具，玩具由TAKARATOMY設計師蓮井章悟負責設計[參⁠ 20]，玩具部分由TAKARATOMY設計師幸日佐志負責設計的泰坦級大力士玩具改模。
- 另一方面，本年為《百變金剛》20週年，TAKARATOMY為此推出《Masterpiece》版金剛王玩具。

### 2017年
- 《變形金剛5：最後騎士》於2017年夏季在全球上映，本片的玩具和前四部同樣是由TAKARATOMY設計，TAKARATOMY設計師幸日佐志在2016塞伯坦年會接受訪問時透露本片玩具沒有足夠的開發經費。
- 1月TAKARATOMY第三度與時裝品牌A Bathing Ape合作推出限量產品MP-10K 柯柏文 Bape Ver GRAY CAMO VERSION。
- 2月TAKARATOMY與日本流動電話網絡au進行眾籌，推出變形金剛手機玩具。
- 2017年為變形金剛真人電影10週年，TAKARATOMY為此將前四部電影部分玩具產品做出修改及重新配色推出10周年紀念產品線《Transformers: Movie the best》系列，另以第一集中的角色造型推出重新設計的《Masterpiece Movie》系列大黃蜂以及柯博文。MPM-03大黃蜂玩具由TAKARATOMY設計師大西裕彌負責設計[參⁠ 21]。
- 《Titans Return》產品線推出了泰坦級鐵甲龍(Titan class Trypticon)玩具，玩具由TAKARATOMY設計師蓮井章悟負責設計[參⁠ 22]。
- 《Prime Wars》三部曲第三部分定名為《Power of the primes》，主打擁有十三位元祖們力量的能量戰士以及繼承《Combiner wars》玩法的合體戰士，玩具商品由TAKARATOMY設計。
- 《變形金剛：領袖的挑戰》第三季動畫《變形金剛：領袖的挑戰─合體之力》4月29日於北美首播。
- 繼《Masterpiece》版金剛王後，TAKARATOMY再次推出《Masterpiece》版BW角色第2彈黃豹勇士。
- 《Titans Return》動畫版將於11月開始在網路上播出，每集11分鐘，一共10集，本作品與《Combiner Wars》動畫版同樣由日本動畫工作室龍之子製作公司經手繪製作業。

### 2018年
- 變形金剛真人版電影首部外傳作品《大黃蜂》將於2018年12月21日上映，玩具商品由TAKARATOMY設計。
- 美國將推出新的變形金剛動畫《變形金剛：Cyberverse》，第一章將於2018年播出，玩具商品由TAKARATOMY設計。
- TAKARATOMY的《Transformers：Movie the best》第二彈商品將於2月及3月發售。
- TAKARATOMY與CASIO合作，推出《G-Shock X Transformers》手錶，12月推出G-Shock x Transformers Master Optimus Prime玩具。
- 3月TAKARATOMY推出《Star Wars Powered By Transformers Tie Advanced》玩具。
- 4月推出《Transformers Movie Studio Series》玩具，商品由TAKARATOMY設計，以還原電影中的角色身高比例為賣點。美日版除了包裝跟人物編號外玩具本體並無明顯差異，但日版包裝完全沒有孩之寶商標，TAKARATOMY玩具設計師國弘高史設計的無敵戰將級別黑魔（Leader class Black Out）和TAKARATOMY玩具設計師小島康史設計的無敵戰將級鋼鎖引來了不少變形金剛迷搶購。
- 5月TAKARATOMY與Capcom合作，推出takaratomymall限定《Street Fighter II x Transformers》玩具。
- 動畫版《Power of the primes》將於今年5月1日開始配信，本作品與《Combiner Wars》,《Titans Return》一樣，動畫版同樣由日本動畫工作室龍之子製作公司經手繪製作業。
- 日本版《Power of the primes》系列於5月開始發售，該系列同《Transformers Movie Studio Series》一樣美日並無明顯區別。
- 《Masterpiece》BW角色第3彈魔龍勇士將於今年7月發售。
- 繼《MasterpieceMovie》版大黃蜂以及柯博文後，TAKARATOMY將於今年推出三款《MasterpieceMovie》系列玩具，前兩款分別為MPM-5判官以及MPM-6鐵皮，第三款則為《大黃蜂》外傳版MPM-7大黃蜂。
- 《Transformers: Prime Wars Trilogy》完結之後，再次推出《Transformers: War for cybertron Trilogy》，第一部份名為《Transformers: War for cybertron－siege》，玩具商品由TAKARATOMY設計，日本版於2019年2月發售。

### 2019年
- 2019年為《變形金剛》35週年。
- 《Masterpiece》BW角色第4彈密卡登於3月發售。
- 今年《Masterpiece Movie》系列推出由TAKARATOMY設計師國弘高史設計的MPM-8麥加登及TAKARATOMY設計師西本尚央設計的MPM-9爵士。
- 3月日本推出《鐵甲萬能俠 vs 變形金剛》聯動漫畫。
- 6月電影《捉鬼敢死隊》系列推出35週年，與變形金剛推出聯動漫畫及玩具，玩具商品由TAKARATOMY設計。
- 8月TAKARATOMY推出重新設計的《Masterpiece》MP-44柯博文玩具，產品定價54000日圓，為變形金剛玩具歷年來少見的高價，也是G1版柯博文第三次推出MP級玩具（前兩號分別是MP-01和MP-10）。
- 9月TAKARATOMY推出重新設計的《Masterpiece》MP-45大黃蜂Ver.2.0玩具。
- 《Masterpiece》BW角色第5彈黑蜘蛛雅麗娜於11月發售。
- 《Transformers: War for cybertron－siege》產品線推出了泰坦級（Titan class Omega Supreme）龐龍玩具，玩具由TAKARATOMY設計師蓮井章悟負責設計。
- 《Transformers: War for cybertron－Siege》產品線眾籌推出宇宙大帝玩具，玩具由TAKARATOMY設計師國弘高史設計[參⁠ 23]。

### 2020年
- 《Masterpiece》BW角色第6彈獅王柯博文(Leo Concoy)於2月發售。
- 《War for cybertron Trilogy》三部曲系列推出第二部《War for Cybertron: Earthrise》，玩具商品由TAKARATOMY設計。
- 《War for Cybertron: Earthrise》產品線推出了泰坦級撒克巨人（Titan class Scorponok），玩具由TAKARATOMY設計師蓮井章悟負責設計。
- 7月Netflix開始播映卡通影集《變形金剛：賽博坦大戰三部曲─圍城》（Transformers: War For Cybertron Trilogy: Siege），本作品由日本動畫工作室Polygon Pictures經手CG繪製作業，同時並將《Transformers: War for cybertron－siege》舊玩具重新上色後重新發行。
- 《Masterpiece》BW角色第7彈白虎(Tigatron，泰加頓)於9月發售。
- 電影《回到未來》系列35週年，與變形金剛推出聯動漫畫及玩具，玩具商品由TAKARATOMY設計。
- 電影《壯志凌雲》推出續集《壯志凌雲：獨行俠》，與變形金剛推出聯動玩具，玩具商品由TAKARATOMY設計。
- 今年《Masterpiece Movie》系列推出重新設計的MPM-10天王星及MPM-11飛輪，玩具商品由TAKARATOMY設計。
- 今年為《變形金剛：領袖之證》系列10週年，為紀念10週年該系列重新推出幾款日本版獨有的玩具。
- 12月Netflix開始播映War For Cybertron卡通影集第二部《變形金剛: War For Cybertron Trilogy: Earthrise》，本作品同樣由日本動畫工作室Polygon Pictures經手CG繪製作業。
- 12月推出了《Retro Headmasters》系列，該系列是在2016年日本版《Transformers Legends》系列選出幾款頭領戰士玩具，並將之重新上色後，用懷舊G1包装重新包装推出。
- 美國和中央電視台合作，推出《哪吒與變形金剛》，玩具商品由TAKARATOMY設計。

### 2021年
- 《War for cybertron Trilogy》三部曲系列推出第三部《War for Cybertron: Kingdom》，玩具商品由TAKARATOMY設計。
- 7月Netflix開始播映《War for Cybertron: Kingdom》，本作品同樣由日本動畫工作室Polygon Pictures經手CG繪製作業。
- 2021年為《變形金剛大電影》35週年，為紀念《變形金剛大電影》在1986年上映，在《Transformers Movie Studio Series》系列推出紀念產品，紀念產品編號全為86號，TAKARATOMY設計師大西裕彌負責設計的Voyager class火棒引來了全球變形金剛迷搶購。
- 3月《X戰警》與變形金剛推出聯動玩具，玩具商品由TAKARATOMY設計。
- 4月9日，在Hasbro Pulse发布了新一款自动变形擎天柱 "Auto-Converting Optimus Prime" ，可以通过语音/APP控制机器人，商品由ROBOSEN设计。
- 《Masterpiece Movie》系列推出由TAKARATOMY設計師國弘高史設計的外傳作品《大黃蜂》MPM-12柯柏文。
- 《百變金剛》推出舊玩具復刻版。
- 《War for Cybertron: Kingdom》產品線系列推出了泰坦級方舟(Titan class autobot ark)，玩具商品由TAKARATOMY設計。
- Hasbro Pulse眾籌推出變形金剛之勝利鬥爭主角史達與獅王，玩具商品由TAKARATOMY設計師幸日佐志負責設計。
- 7月哥倫比亞歌手J·巴爾文與變形金剛推出聯動玩具。
- 10月TAKARATOMY推出《Premium finish》系列，將舊玩具產品重現精確的上色。
- 11月《侏羅紀公園》與變形金剛推出聯動玩具，玩具商品由TAKARATOMY設計。

### 2022年
- 當年推出《Legacy》產品線，玩具商品由TAKARATOMY設計。
- 當年秋季推出[[變形金剛：地球火種|《變形金剛：地球火種》（Transformers: EarthSpark）]]，動畫。
- 與樂高推出聯動玩具，編號10302的G1風格柯博文，可在不拆裝的情況下變形[1]。
- TAKARATOMY與相機生產商Canon 聯動，推出相機EOS R5柯柏文與反射鏡照相機版相機玩具。

### 2023年
- 變形金剛真人版電影作品《變形金剛：萬獸崛起》於2023年6月9日上映，玩具商品由TAKARATOMY設計。
- Hasbro Pulse眾籌推出《變形金剛之勝利鬥爭》角色破壞大帝死神盛拉，玩具商品由TAKARATOMY設計師幸日佐志負責設計。
- 推出新一款自动变形鋼鎖，可以通过语音/APP控制机器人，商品由ROBOSEN设计。
- 與NETFLIX電視劇《怪奇物語》系列推出聯動玩具[2]，玩具商品由TAKARATOMY設計。
- 推出電玩作品[[變形金剛：遠征|《變形金剛：地球火種 - 征戰》(Transformers: EarthSparl - Expedition)]]。
- 接手變形金剛漫畫版權的Skybound開始推出相關刊物。

### 2024年
- 《變形金剛》40週年，5月日本再度舉行《TRANSFORMERS展our origin》。
- 2月TAKARATOMY推出《missing link》系列，將舊G1玩具產品重新設計為高可動。
- 3月TAKARATOMY眾籌推出TRANSFORMERS LUNAR CRUISER PRIME，為變形為探月球探測車的柯博文。
- Hasbro Pulse眾籌推出《變形金剛：Car Robot》的奧米加柯柏文，玩具商品由TAKARATOMY設計師幸日佐志負責設計。
- 與《忍者龜》系列聯乘推出龜甲戰車，玩具商品由TAKARATOMY設計。
- 與1980年代劇集《霹靂遊俠》聯乘推出霹靂車機械人，玩具商品由TAKARATOMY設計。
- 變形金剛動畫版電影作品《變形金剛：源起》2024年9月13日上映，玩具商品由TAKARATOMY設計。
- TAKARATOMY與Bingo Sports合作推出了玩具。
- 推出自動變型密卡登，可通過語音或應用程式控制玩具，玩具商品由ROBOSEN設計[3]。
- Master Piece系列推出MP-60號，為《變形金剛：超神 Master Force》系列中的超級雷恩/仁萊，並宣告MP系列即將結束[4]，將由MPG系列接續。
- Master Piece Movie系列推出《變形金剛》MPM-15轟天雷。
- 2024年9月起，針對大人模型愛好者品牌「T-SPARK」推出全新的「SYNERGENEX」系列，與其他公司的品牌聯乘推出商品。
- 機巧雕像KS-01柯柏文2025年推出。

### 2025年
- 推出《Age of the Primes》產品線，玩具商品由TAKARATOMY設計。
- 4月TAKARATOMY推出《Transformers: Wild King》系列。
- 推出《Transformers Cyberworld》系列 ，玩具商品由TAKARATOMY設計。
- 推出《火影忍者 x Transformers》 ，玩具商品由TAKARATOMY設計。
- 推出《超音鼠 x Transformers》 ，玩具商品由TAKARATOMY設計。
- 推出《 NFL x Transformers》系列 ，玩具商品由TAKARATOMY設計。
- 推出《 Supreme x Transformers Optimus Prime 》。

## 美版系列于日版系列的差异
角色名稱與名詞的不同
在1980年代動畫播映時，因為同時在美國與日本放送而產生一些名詞上不相對的狀況，以下列出幾個代表性的差異：
| 美版名         | 日版名                                |
| Autobot        | Cybertron                             |
| Decepticon     | Destron                               |
| Optimus Prime  | Hot Convoy/Grand Convoy/Galaxy Convoy |
| Optimus Primal | Gori Convoy/Beast Convoy              |
| Hot Rod        | Hot Rodimus                           |
| Rodimus Prime  | Rodimus Convoy                        |
| Cybertron      | Seibertron                            |

世界觀的定義
美國與日本對於Ｇ１世界觀的並不一樣。美國對Ｇ１卡通的定義是由Sunbow Production與Marvel Production所製作的《變形金剛》(共五季)與《The Transformers: The Movie》。
日本的Ｇ１世界觀除了包括《變形金剛》的前三季與電影版之外，還有日方製作的《變形金剛：Scramble City發進篇》、《變形金剛：頭領戰士》、《變形金剛：超神戰士軍》、《變形金剛Ｖ》、《變形金剛Ｚ》、《變形金剛：柯博文的復活》、《變形金剛：合體大作戰》。
因為美方製作《變形金剛》第四季的時候，並沒有預計日本製作了《變形金剛：頭領戰士》，所以後來日本製作並用以銜接《變形金剛》第三季的《變形金剛：頭領戰士》被當作另一套獨立世界觀。日本則沒有播出《變形金剛》第四季。
日本由《變形金剛》至《變形金剛 G-2》都屬於Ｇ１的範疇。
《邪神三部曲》（日方稱為《微型三部曲》）方面，日版的《變形金剛：銀河之力》和前兩部無任何關係，美國的《變形金剛：數碼爭霸戰》是接續前作《變形金剛：超能爭霸戰》系列的同一世界，並將動畫第一集和第二集合併為一集。不過因為做法讓部分觀眾看不懂第一集，因此美國後來在最後一集放映完畢之後又重新放映了日版第二集，香港播放美版時也做了同樣的舉動，一樣使得觀眾看不懂。之後在最後一集中加入了《變形金剛：超能連結》中奇克、雷德等人的畫面，以及修改部分台詞來進行與前兩作的連結。

## 华语区译名
變形金剛其中有許多專有名詞、在不同地區的中文使用者、廠商中具有翻譯上的差異，以下列出一些常見名詞的翻譯。

### 中國大陆
- Autobot / 汽车人
- Cybertron / 塞伯坦 / 电子星（超能勇士系列）
- Decepticon / 霸天虎
- Galvatron / 惊破天
- Maximal / 巨无霸
- Megatron / 威震天
- Optimus Prime / 擎柱
- Predacon / 原始兽
- Rodimus Prime / 补天士

### 香港
- Autobot / 博派
- Cybertron / 施比顿星
- Decepticon / 狂派
- Galvatron / 格威隆
- Megatron / 麦加登
- Optimus Prime / 柯柏文
- Rodimus Prime / 洛迪文

### 台灣
台灣區域的翻譯因為播映方不同的關係，有複數種版本的差異。
| 原文                                           | 翻譯 |
| ---------------------------------------------- | --- |
| Autobot                                        | - 無敵金剛／金剛車(中視) - 歐巴族 - 奧特巴(G2動畫) - 博派（台灣孩之寶，現行主要翻譯） - 奧圖金剛 - 奧托巴金剛(臺視) - 自動機器人                                                                     |
| サイバトロン，「Cybertron」的拼音， 的日版舊稱 | - 電腦金剛 (青文出版社電擊HOBBY雜誌) - 塞巴頓 - 生化金剛 - 聖巴多倫 (東森幼幼台) |
| Optimus Prime Concoy(コンボイ)                         | - 鐵牛 / 無敵鐵牛 (中視、奇幻基地機器人百科） - 歐普 （臺視） - 至尊 （Ｇ２、青文出版社電擊HOBBY雜誌） - 柯博文（臺灣孩之寶，現行主要翻譯) - 奧提摩 - 奧提馬 - 康寶 （青文出版社、亞米可實業動畫翻譯 |
|                                                | - 變形金剛 （中視） - 迪西康族 - 迪賽剛 （Ｇ２） - 狂派 （臺灣孩之寶，現行主要翻譯） - 惡魔黨 （臺視）                                                                                               |
| デストロン，「Destron」的拼音, 日版名稱        | - 破壞金剛（青文出版社電擊HOBBY雜誌） - 迪斯托隆 - 迪斯金剛 - 底斯多倫（東森幼幼台） |
| Megatron                                       | - 巨無霸（中視、青文出版社電擊HOBBY雜誌） - 美加王 (G2) - 密卡登 （臺灣孩之寶，現行主要翻譯） |
| Cybertron                                      | 賽博坦(台灣孩之寶) |

## 变形金刚作品

### 动画
| 年份 | 汉语标题                   | 英语标题                                  | 日语标题                                                         | 备注 |
| ---- | -------------------------- | ----------------------------------------- | ---------------------------------------------------------------- | --- |
| 1984 | 变形金刚                   | The Transformers                          | 戦え!超ロボット生命体トランスフォーマー                          | 美版共5季，第1季共16集，第2季共49集，第3季共30集，第4季共3集，第5季共20集。 1984年，美国播出第1季第1-16集。 1985年，美国播出第2季第1-45集，日本部分播出第1季、第2季，并增加9集剪辑，共72集。 1986年，美国播出第2季第46-49集、第3季第1-28集，日本播出第3季第1-30集，并增加2集剪辑，共32集。 1987年，美国播出第3季第29-30集、第4季第1-3集。 1989年，美国播出第5季。 1996年，日本播出第4季第1-3集。 |
| 1986 | 變形金剛：大都會發動篇     | Transformers: Scramble City Activation    | 戦え!超ロボット生命体トランスフォーマー スクランブルシティ発動編 | 共1集。1986年，日本播出。 |
| 1986 | 變形金剛大電影             | The Transformers: The Movie               | トランスフォーマーザ・ムービー                                   | 共1集。 1986年，美国播出。 1989年，日本播出。 |
| 1987 | 变形金刚：头领战士         | Transformers: The Headmasters             | トランスフォーマーザ★ヘッドマースターズ                          | 共38集。 1987年，日本播出第1-23集。 1988年，日本播出第24-38集。 |
| 1988 | 变形金刚：超神战士战队     | Transformers: Super God Masterforce       | トランスフォーマー超神マスターフォース                           | 共47集。 1988年，日本播出第1-34集。 1989年，日本播出第35-47集。 |
| 1989 | 變形金剛：勝利之鬥爭       | Transformers: Victory                     | 戦え!超ロボット生命体トランスフォーマーV                         | 共44集。1989年，日本播出第1-44集。 |
| 1990 | 變形金剛：地帶             | Transformers: Zone                        | 戦え!超ロボット生命体トランスフォーマーZ                         | 共1集。1990年，日本播出，共1集。 |
| 1993 | 变形金刚：第2代            | The Transformers: Generation 2            |                                                                  | 共2季，第1季共13集。第2季共39集。 1993年，美国播出第1季第1-13集。 1994年，美国播出第2季第1-39集。 |
| 1996 | 變形金剛：百變金剛         | Transformers: Beast Wars                  | ビーストウォーズ超生命体トランスフォーマー                       | 共3季，第1季共26集，第2季共26集，第3季共13集。 1996年，美国播出第1季1-17集。 1997年，美国播出第1季第18-26季、第2季第1-5集。 1998年，美国播出第2季第6-26集、第3季第1-4集。 1999年，美国播出第3季第5-13集。 |
| 1998 | 百變金剛：重機械系列       | Transformers: Beast Wars II               | ビーストウォーズII超生命体トランスフォーマー                     | 共39集。1998年，日本播出第1-39集。 |
| 1999 | 變形金剛：超級百變金剛     | Transformers: Beast Wars Neo              | ビーストウォーズネオ超生命体トランスフォーマー                   | 共35集。1999年，日本播出第1-35集。 |
| 1999 | 百變金剛：重機械系列       | Transformers: Beast Machines              | 超生命体トランスフォーマービーストウォーズリターンズ             | 共2季，第1季共13集，第2季共13集。 1999年美国播出第1季第1-13集。 2000年，美国播出第2季第1-13集。 |
| 2000 | 变形金刚：汽车人战记       | Transformers: Robots In Disguise          | トランスフォーマーカーロボット                                   | 共39集。 2000年，日本播出第1-39集。 2001年，美国播出第1-32集。 2002年，美国播出第33-39集。 |
| 2002 | 變形金剛：微型傳說         | Transformers: Armada                      | 超ロボット生命体トランスフォーマーマイクロン伝説                 | 共52集。 2002年，美国播出第1-16集。 2003年，美国播出第17-52集，日本播出1-52集。 |
| 2004 | 變形金剛：超能連結         | Transformers: Energon                     | トランスフォーマースーパーリンク                                 | 日版共52集，美版共51集。 2004年，日本播出第1-52集，美国播出第1-39集。 2005年，美国播出第40-51集。 |
| 2004 | 變形金剛：機械大師         | Transformers: Robotmasters                |                                                                  | 共2集。 2004年，日本播出第1集。 2005年，日本播出第2集。 |
| 2005 | 變形金剛：銀河之力         | Transformers: Cybertron                   | トランスフォーマーギャラクシーフォース                           | 共52集。 2005年，日本播出第1-52集，美国播出第1-26集。 2006年，美国播出第27-52集。 |
| 2007 | 變形金剛進化版             | Transformers: Animated                    | トランスフォーマーアニメイテッド                                 | 共3季，第1季共13集，第2季共13集，第3季共13集。 2007年，美国播出序幕。 2008年，美国播出第1季第1-13集，第2季第1-13集。 2009年，美国播出第3季第1-13集。 |
| 2008 | 變形金剛：宇宙             | Transformers: Universe                    |                                                                  | 共2集。2008年，美国播出第1集。2009年，美国播出第2集。 |
| 2010 | 變形金剛：網路任務         | Transformers: Cyber Missions              |                                                                  | 共13集。2010年，美国播出第1-13集。 |
| 2010 | 變形金剛：領袖之證         | Transformers: Prime                       | 超ロボット生命体トランスフォーマー プライム                      | 共3季，第1季共26集，第2季共26集，第3季共13集。 2010年，美国播出第1季第1-5集。 2011年，美国播出第1季第6-26集。 2012年，美国播出第2季第1-26集。 2013年，美国播出第3季第1-13集。 |
| 2011 | 變形金剛：救援機器人       | Transformers: Rescue Bots                 |                                                                  | 共4季，第1季共26集，第2季共26集，第3季共26集，第4季共26集。 2011年，美国播出第1季第1-2集。 2012年，美国播出第1季第3-26集。 2014年，美国播出第2季第1-21集、第2季23-26集、第3季第1-10集。 2015年，美国播出第2季第22集、第3季第11-26集。 2016年，美国播出第4季第1-26集。 |
| 2013 | 變形金剛：參乘合體         | Transformers Go: Triple Combination       | 参乗合体トランスフォーマーGo!                                    | 共2篇，武士篇共6集，忍者篇共4集。 2013年，日本以DVD形式出版武士篇第1-4集、忍者篇第1-3集。 2014年，日本以DVD形式出版武士篇第5-6集、忍者篇第4集。 |
| 2013 | 變形金剛：掠獸金剛再臨     | Transformers: Predacons Rising            |                                                                  | 電視電影，2013年，美国播出。 |
| 2015 | 變形金剛：柯博文歸來之謎   | Q Transformers: Mystery Of Convoy Returns | キュートランスフォーマー帰ってきたコンボイの謎                   | 共2季，第1季共13集，第2季共13集。2015年，日本播出。 |
| 2015 | 變形金剛：領袖的挑戰       | Transformers: Robots In Disguise          | トランスフォーマーアドベンチャー                                 | 共3季，第1季共26集，第2季共13集。 2015年，美国播出第1季第1-26集。 2016年，美国播出第2季第1-13集。 2017年，美国播出第3季。 |
| 2016 | 變形金剛：合體戰爭         | Transformers: Combiner Wars               |                                                                  | 共8集。2016年，美国播出序幕第1-4集、第1-8集。天元戰爭三部曲的第一部分。 |
| 2017 | 變形金剛：泰坦回歸         | Transformers: Titams Return               |                                                                  | 共10集，為《合體戰爭》的續篇。 |
| 2018 | 變形金剛：至尊之力         | Transformers: Power of the Primes         |                                                                  | 共10集，為《天元戰爭三部曲》的最後一部曲。 |
| 2018 | 變形金剛：Cyberverse       | Transformers: Cyberverse                  |                                                                  | 共三季，第一季18集、第二季共18集、第三季共26集，加上兩部特別篇。 2018年播出第一季。 2019年播出第二季。 2020年播出第三季。 2021年播出2集特別篇。 |
| 2020 | 變形金剛：賽博坦大戰三部曲 | Transformers: War For Cybertron Trilogy   |                                                                  | 共三季，每季均為6集。 2020年播出第1季《圍城》(Siege)。 2021年播出第2季《地球崛起》(Earth Rise)。 2022年推出第三季《王國》(Kingdom)。 |
| 2022 | 變形金剛：地球火種         | Transformers: EarthSpark                  | トランスフォーマー アーススパーク                                | 2022播出第一季上半部。 2023年播出第一季下半部 |
| 2025 | 變形金剛：狂野之王         | Transformers: Wildking                    | トランスフォーマー ワイルドキング                                | 繼 參乘合體：變形金剛GO，之後睽違十年日本原創的變形金剛動畫，預計共14話 2025年3月26日起在Takara Tomy官方YouTube上傳 |

### 漫画
| 年份 | 汉语名字               | 英语名字                            | 日语名字                                       | 备注 |
| ---- | ---------------------- | ----------------------------------- | ---------------------------------------------- | --- |
| 1984 | 变形金刚               | The Transformers                    |                                                | 美版共80集，英版共302集。 1984年，漫威在美国出版第1-4集，在英国出版第1-8集。 1985年，漫威在美国出版第5-15集，在英国出版第9-42集。 1986年，漫威在美国出版第16-27集，在英国出版第43-94集。 1987年，漫威在美国出版第28-39集，在英国出版第95-146集。 1988年，漫威在美国出版第40-51集，在英国出版第147-198集。 1989年，漫威在美国出版第52-63集，在英国出版第199-250集。 1990年，漫威在美国出版第64-75集，在英国出版第251-302集。 1991年，漫威在美国出版第76-80集，在英国出版第303-330集。 1992年，漫威在英国出版第301-302集。 |
| 1987 | 变形金刚：头领战士     | Transformers: The Headmasters       | トランスフォーマーザ★ヘッドマースターズ        | 共8集。 1987年，TV Magazine在日本出版第1-5集。 1988年，TV Magazine在日本出版第6-8集。 |
| 1988 | 变形金刚：超神战士战队 | Transformers: Super God Masterforce | トランスフォーマー超神マスターフォース         | 共12集。 1988年，TV Magazine在日本出版第1-10集。 1989年，TV Magazine在日本出版第11-12集。 |
| 1989 | 变形金刚：胜利之斗争   | Transformers: Victory               | 戦え! 超ロボット生命体 トランスフォーマーV     | 共10集。 1989年，TV Magazine在日本出版1-9集。 1990年，TV Magazine在日本出版第10集。 |
| 1990 | 变形金刚：地带         | Transformers: Zone                  | 戦え! 超ロボット生命体 トランスフォーマーZ     | 共1集。1990年，TV Magazine在日本出版。 |
| 1993 | 变形金刚：第2代        | The Transformers: Generation 2      |                                                | 共12集。 1993年，漫威出版第0-4集。 1994年，漫威出版第5-12集。 |
| 1998 | 变形金刚：超能勇士2    | Transformers: Beast Wars II         | ビーストウォーズII超生命体トランスフォーマー   | 共9集。 1998年，Comic Bom Bom在日本出版第1-6集。 1999年，Comic Bom Bom在日本出版第7-9集。 |
| 1999 | 变形金刚：新超能勇士   | Transformers: Beast Wars Neo        | 超生命体トランスフォーマービーストウォーズネオ | 共6集。 1999年，Comic Bom Bom在日本出版第1-2集。 2000年，Comic Bom Bom在日本出版第3-6集。 |
| 2002 | 变形金刚：第1代        | Transformers: Generation 1          |                                                | 共2卷，第1卷共6集，第2卷共10集。 2002年，Dreamwave出版第1卷第1-6集。 2003年，Dreamwave出版第2卷第1-6集。 2004年，Dreamwave出版第3卷第0-10集。 |
| 2002 | 變形金剛：雷霆艦隊     | Transformers: Armada                |                                                | 共18集。 2002年，Dreamwave出版第1-6集。 2003年，Dreamwave出版第7-18集。 |
| 2004 | 變形金剛：超能量       | Transformers: Energon               |                                                | 共30集。2004年，Dreamwave出版第19-30集。 |
| 2005 | 變形金剛：銀河之力     | Transformers: Galaxy Force          | トランスフォーマーギャラクシーフォース         | 共19集。2005年，Comic Bom Bom在日本出版第1-9集。 |
| 2008 | 變形金剛進化版         | Transformers: Animated              |                                                | 共13集。 2008年，IDW Publishing出版第1-6集。 2009年，IDW Publishing出版第7-12集。 2010年，IDW Publishing出版第13集。 |

### 电影
| 年份 | 汉语名字               | 英语名字                            | 日语名字                               | 备注            |
| ---- | ---------------------- | ----------------------------------- | -------------------------------------- | --------------- |
| 2007 | 变形金刚（2007年电影） | Transformers                        | トランスフォーマー                     | 真人电影第1集。 |
| 2009 | 变形金刚：复仇之战     | Transformers: Revenge of the Fallen | トランスフォーマーリベンジ             | 真人电影第2集。 |
| 2011 | 变形金刚：月黑之时     | Transforemrs: Dark of the Moon      | トランスフォーマーダークサイド・ムーン | 真人电影第3集。 |
| 2014 | 变形金刚：绝迹重生     | Transformers: Age of Extinction     | トランスフォーマーロストエイジ         | 真人电影第4集。 |
| 2017 | 变形金刚：最后的骑士   | Transformers: The Last Knight       | トランスフォーマー最後の騎士王         | 真人电影第5集。 |
| 2018 | 大黃蜂                 | Bumblebee                           | バンブルビー                           | 真人电影前傳。  |
| 2023 | 變形金剛：萬獸崛起     | Transformers：Rise Of The Beast     | トランスフォーマー─ビースト覚醒        | 真人电影第7集。 |
| 2024 | 變形金剛：起源         | Transformers: One                   | トランスフォーマー/ONE                 | 動畫電影前傳。  |

## 变形金刚成员
在各個不同變形金剛作品中，每個不同作品的主要角色、設定都經常不同，以下列出在不同作品中的一些較為主要的角色。

### G1系列

#### 汽车人（Autobot）
常駐角色
- 擎天柱（Optimus Prime，福莱纳WFT集装箱卡车，红色卡车头、灰色集装箱）
- 飛輪（Ratchet，日产瓦内特白色救护车）
- 剎車（Skids，本田城市蓝色面包车）
- 鐵皮（Ironhide，日产瓦内特红色面包车）
- 吊车（Grapple，三菱扶桑黄色吊车）
- 滑车（Hoist，丰田海拉克斯绿色清障拖车）
- 红色警报（Red Alert，兰博基尼伯爵白色轿车）
- 消防车（Inferno，三菱扶桑红色消防车）
- 幻影（Mirage，利吉尔JS蓝色F1赛车）
- 巨浪（Beachcomber，切诺斯蓝色沙漠越野车）
- 开路先锋（Trailbreaker，丰田海拉克斯灰色房车）
- 探长（Hound，三菱J绿色吉普越野车）
- 战戟（Warpath，通用M-551红色坦克车）
- 变速箱（Gears，蓝色皮卡）
- 充电器（Windcharger，庞蒂亚克火鸟红色轿车）
- 大汉（Brawn，丰田陆地巡洋舰绿色越野车）
- 鲁莽（Huffer，黄色卡车头）
- 大黃蜂/金甲蟲（Bumblebee/Goldbug，大众甲壳虫黄色轿车）
- 飞过山躍崖者（Cliffjumper，保时捷924红色轿车）
- 爵士（Jazz，保时捷935白色轿车）
- 輪傑（Wheeljack，蓝旗亚同温层白色轿车）
- 太陽紋（Sunstreaker，兰博基尼伯爵黄色轿车）
- 側掃（Sideswipe，兰博基尼伯爵红色轿车）
- 輪胎（Tracks，雪佛兰科尔维特蓝色轿车）
- 巡弋者（Prowl，日产Z白色轿车）
- 藍紋（Bluestreak，日产Z灰色轿车）
- 煙幕（Smokescreen，日产Z蓝色轿车）

##### 變形金剛：大電影(Transformers: The Movie)出場人物
- 热破（Hot Rod）/补天士（Rodimus Prime，賽柏坦轿车/卡车）
- 通天晓（Ultra Magnus，开放式货柜卡车）
- 阿尔茜（Arcee，賽柏坦轿车）、
- 杯子（Kup，賽柏坦皮卡）
- 罗嗦（Blurr，賽柏坦賽車）
- 转轮（Wheelie，轿车）
- 弹簧（Springer，装甲车/直升机）

G1動畫第三季後出場角色
- 沙漠风暴（Sandstorm，沙漠越野车/直升机）
- 背离（Swerve，皮卡）
- 挡板（Tailgate，庞蒂亚克火鸟轿车）
- 腹地（Outback，丰田陆地巡洋舰越野车）
- 管子（Pipes，卡车头）
- 钢圈（Scrounge）（宇宙飞碟）

女汽车人（Female Autobot）
在柯博文等人在地球奮戰期間留守在賽博坦的地下反抗軍。
- 艾丽塔（Elita One，賽柏坦轿车）、
- 阿尔茜（Arcee，賽柏坦轿车）
- 克劳莉亚（Chromia，賽柏坦箱型车）
- 火翼星（Firestar，賽柏坦皮卡）
- 月娇（Moonracer，賽柏坦轿车）
- 绿光（Greenlight，賽柏坦轿车）
- 枪兵（Lancer，賽柏坦气垫船）
- 回春手（Lifeline，賽柏坦救护车）

调节金剛（Throttlebot）
- 高速路（Freeway，轿车）
- 宽载（Wideload，翻斗卡车）
- 路障（Rollbar，吉普越野车）
- 探照灯（Searchlight，轿车）
- 追捕（Chase，轿车）

機器恐龍(Dinobot)
- 鋼鎖（Grimlock，暴龙）
- 鐵渣（Slag，角龙）
- 淤泥（Sludge，雷龙）
- 嚎叫（Snarl，剑龙）
- 飛鏢（Swoop，翼龙）
- 斜线（Slash，迅猛龙）

航空金剛(Aerialbot)
- 大无畏（Superion，合體金剛）
- 银剑（Silverbolt，协和运输机）
- 弹弓（Slingshot，鹞式战斗机）
- 飞火（Fireflight，F4战斗机）
- 俯冲（Skydive，F16战斗机）
- 空袭（Air Raid，F15战斗机）
- 凌云（Alpha Bravo，直升机）

機器衛兵(Protectobot)
- 守護神（Defensor，合體金剛）
- 热点（Hot Spot，消防车）
- 车辙（Groove，摩托车）
- 大街（Streetwise，轿车）
- 急救员（First Aid，救护车）
- 刀刃（Blades，UH1直升机）
- 鲁克（Rook，装甲车）

科技金剛(Technobot)
- 计算王（Computron，合體金剛）
- 雷射炮（Scattershot，战斗机/炮）
- 光速（Lightspeed，轿车）
- 烙鐵（Afterburner，摩托车）
- 鑽洞機（Nosecone，钻探机）
- 鋼鞭（Strafe，战斗机）

拍子達和他的磁帶戰士
- 爆破者（Blaster，录音机）
- 发条（Rewind，磁带）
- 喷射（Eject，磁带）
- 钢钳（Steeljaw，狮/磁带）
- 犀牛（Ramhorn，犀牛/磁带）

其他人物
- 艾迪安（Alpha Trion）
- 贝塔（Beta）
- 舷炮（Broadside，航空母舰/航天飞机）
- 浪花（Seaspray，气垫船）
- 奧米茄（Omega Supreme，火箭/坦克/要塞）
- 天猫号（Sky Lynx，美洲豹/始祖鸟/航天飞机）
- 天火（Jetfire，航天飞机）
- 敌无双（Devcon，賽博坦太空船）
- 滑翔机（Powerglide，A10攻击机）
- 宇宙飞碟（Cosmos，宇宙飞碟）
- 感應者（Perceptor，显微镜）

大都會及其近身侍衛
- 猛大帅（Metroplex，城市）
- 蹦蹦跳（Scamper，轿车）
- 猛攻（Six Gun，武器）
- 班房（Slammer，坦克）

垃圾星人(Junkion)
- 营救车（Wreck-Gar，摩托车）

#### 霸天虎（Decepticon）
常駐角色
- 威震天/惊破天（Megatron/Galvatron，手槍/自走砲）
- 红蜘蛛（Starscream，F15战斗机）
- 震荡波（Shockwave，賽柏坦雷射槍）
- 大火车（Astrotrain，蒸汽火車頭/航天飞机）
- 毒气弹（Octane，油罐车/航天飞机）
- 闪电（Blitzwing，74式坦克车/MIG25战斗机）

追跡者（Seekers）
- 闹翻天/狂飙（Skywarp/Cyclonus，F15战斗机/賽柏坦戰鬥機）
- 惊天雷/瘟疫（Thundercracker/Scourge，F15战斗机/賽柏坦飛艇）
- 冲锋（Thrust，F15战斗机）
- 喷气机（Ramjet，F15战斗机）
- 挽歌（Dirge，藍色F15战斗机）
- 比特流（Bitstream，战斗机）
- 热链接（Hotlink，战斗机）
- （Sunstorm，战斗机）
- 机舱（Nacelle，战斗机）
- 离子风暴（Ion Storm，战斗机）
- 酸雨风暴（Acid Storm，战斗机）
- 新星风暴（Nova Storm，战斗机）

聲波(Soundwave)和他的磁帶戰士
- 音波（Soundwave，录音机）
- 轰隆隆（Rumble，磁带）
- 迷乱（Frenzy，磁带）
- 黑豹（Ravage，美洲豹/磁带）
- 激光鸟（Laserbeak，秃鹫/磁带）
- 圆锯鸟（Buzzsaw，秃鹫/磁带）
- 蝙蝠精（Ratbat，蝙蝠/磁带）
- 暴龙（Overkill，刺龙/磁带）
- 剑龙（Slugfest，剑龙/磁带）

照相機(Reflector)小隊
變形模式是三人合體成一台照相機。
- 反光镜（Viewfinder）
- 分光镜（Spectro）
- 聚光镜（Spyglass）

機器昆蟲(Insecticon)
- 弹片（Shrapnel，锹形虫）
- 反冲（Kickback，蝗虫）
- 炸弹（Bombshell，獨角仙）
- 毒液（Venom，蝉）
- 掠夺（Ransack，刺槐）
- 屠夫（Chop Shop，锹虫）
- 弹幕（Barrage，獨角仙）

工程金剛(Constructicon)
- 蹂躪者（Devastator，合體金剛）
- 铲土机（Scrapper，铲土机）
- 吊钩（Hook，起重机）
- 搅拌机（Mixmaster，搅拌机）
- 辗压机（Bonecrusher，辗压机）
- 清扫机（Scavenger，推土机）
- 拖斗（Long Haul，翻斗卡车）

特技金剛(Stunticon)
- 威脅者(Menasor，合體金剛)
- 汽车大师（Motomaster，集装箱卡车）
- 打击（Breakdown，轿车）
- 封锁（Dead End，轿车）
- 莽撞（Wildrider，轿车）
- 抢劫（Drag Strip，F1赛车）
- 越野（Offroad，皮卡）

軍事合體(Combaticons)
- 怖提剋斯（Bruticus，合體金剛）
- 袭击（Onslaught，防空卡车）
- 爆炸（Blast Off，航天飞机）
- 吵闹（Brawl，豹1A3坦克）
- 旋风（Vortex，SH60直升机）
- 诈骗（Swindle，FMC XR311军用车）

巨狰狞（Predacon）
- 霹靂星（Predaking，合體金剛）
- 利爪（Razorclaw，狮）
- 大鹏（Divebomb，鹰）
- 猛虎（Rampage，虎）
- 铁头（Headstrong，犀牛）
- 野牛（Tantrum，水牛）

 恐懼金剛（Terrocon）
- 求雨鬼（Abominus，合體金剛）
- 暴力龙（Hun Gurrr，双头龙）
- 杀手鹰（Cutthroat，鹰）
- 碎尸鲨（Rippersnapper，鲨鱼）
- 无赖兽（Sinnertwin，双头龙）
- 血污熊（Blot，熊）

暴龍金剛與其護衛
- 铁甲龙（Trypticon，恐龙/基地）
- 全倾（Full-Tilt，轿车）
- 冲击（Brunt，坦克）

#### 五面怪(Quintessa)
- 鲨鱼怪（Sharkticon）

- 钢牙（Gnaw，鲨鱼型機器人）

### 变形金刚：头领战士（Transformers: The Headmasters）

#### 汽车人（Autobot）
- 出击/反击（Punch/Counterpunch，轿车）

 飞车人（Railbot）：
- 风行者（Rail Racer，合體金剛）
- 雪原号（Yukikaze，火车）
- 山岳号（Seizan，火车）
- 神力号（Kaen，火车）
- 极光号（Shouki，火车）
- 夜行号（Getsuei，火车）
- 原野号（Suiken，火车）

怪兽人（Monsterbot）
- 双头龙（Doublecross，双头龙）
- 暴乱兽（Repugnus，暴乱兽）
- 剑齿虎（Grotusque，剑齿虎）

目标战士（Targetmaster）
- 布兰卡（Pointblank，轿车）
- 克罗斯（Crosshairs，沙漠越野车）
- 煞特（Sureshot，沙漠越野车）

头领战士（Headmaster）
- 巨无霸（Fortress Maximus，基地）
- 老顽固（Hardhead，坦克车）
- 电脑怪杰（Chromedome，轿车）
- 海龙（Highbrow，直升机）
- 小诸葛（Brainstorm，战斗机）

克隆
- 浪子（Fastlane，高速赛车）
- 腾云（Cloudraker，战斗机）

其他
- 双履带（Twincast，錄音機）

### 变形金刚：超神战士战队（Transformers: Super God Masterforce）

#### 汽车人（Autobot）
神力战士（Godmaster）
- 仁莱/超级仁莱/超神仁莱（Ginrai/Super Ginrai/God Ginrai，卡车头/集装箱卡车）
- 格雷（Lightfoot，轿车）
- 乔伊（Ranger，沙漠越野车）
- 史迪（Road King，F1赛车）
- 快枪手（Clouder，导弹车）

头领战士（Headmaster）
- 巨无霸格兰（Grand Maximus，战舰）

少年头领战士（Headmaster Junior）
- 特警号（Shūta，轿车）
- 烈火（Minerva，救护车）
- 水龙头（Cab，消防车）

隱者戰士（Pretender）
- 汉克（Metahawk，战斗机）
- 地灵（Lander，车）
- 浪子（Diver，潜艇）
- 神风（Phoenix，战斗机）

### 变形金刚：胜利之斗争（Transformers: Victory）

#### 汽车人（Autobot）
微型战士（Micromaster）
- 瑞克（Riker）
- 璐琦（Clipper，轿车）

救援巡逻队（Rescue Patrol Team）
- 路路通（Holi，轿车）
- 冲锋号（Fire，消防车）
- 黑面神（Pīpō，救护车）
- 探子号（Boater，水翼船）

智者战士（Brainmaster）
- 史达/狮王史达（Star Saber/Victory Saber，战斗机/航天飞机）

路上王（Road Caesar）
- 布里加（Blacker，沙漠越野车）
- 布里巴（Braver，轿车）
- 拉斯塔（Laster，轿车）

- 变体战队（Multiforce）：飞摇翼（Landcross）

飞翼（Wingwaver）
- 翅膀（Wing，战斗机）
- 摇摆（Waver，水翼船）
- 疾风（Dashtacker）
- 冲撞（Dash，轿车）
- 钉子（Tacker，半履带车）

向风（Machtackle）
- 马赫（Mach）（航天飞机）
- 滑轮（Tackle）（皮卡）

- 六面兽（Greatshot，犀牛/坦克车/越野车/航天飞机/枪）
- 冲天炮（Galaxy Shuttle，航天飞机）
- 狮王（Victory Leo，狮/航天飞机）

### 變形金剛：地帶(Transformers: Zone)
汽车人（Autobot）
超能战士（Powered Master）
- 顶天者（Dai Atlas，鑽洞機/航天飞机/基地）
- 音速爆彈（Sonic Bomber，航天飞机/基地）

微型战士（Micromaster）
- 月球雷达（Moonradar，月球车）
- 拉比环山（Rabbicrater，轿车）

超级车巡逻队（Super Car Patrol Team）
- 格子（Gingham，轿车）
- 黑热（Black Heat，轿车）
- 路抱（Road Hugger，轿车）
- 死时（Deadhour，轿车）

喷气机巡逻队（Jet Patrol Team）
- 星云（Star Cloud，阵风战斗机）
- 耳语（Whisper，F22战斗机）
- 风缘（Windrim，A10攻击机）
- 夜航（Nightflight，F14战斗机）

赛车巡逻队（Race Car Patrol Team）
- 路行（Roadhandler，轿车）
- 老千（Swindler，轿车）
- 尾旋（Tailspin，轿车）

战斗巡逻队（Battle Patrol Team）
- 枪手（Gunlift，装甲车）
- 爆弹（Powerbomb，装甲车）
- 侧轨（Sidetrack，装甲车）
- 追日（Sunrunner，E2预警机）

### 變形金剛：合體大作戰（Transformers: Operation Combination）
汽车人（Autobot）
 守衛之城（Guard City）
- 消防隊長(ファイヤーチーフ，消防車)
- 街頭明星(ストリートスター，警車)
- 起飛(フライアップ，UH-1直升機)
- 火花騎士(スパークライド，警用重型機車)
- 安全(セーフティ，救護車)

飞车人（Railbot）
风行者（Rail Racer）
- 轨道钉（Railspike，火车）
- 诈骗（Swindle，火车）
- 夜行（Midnight Express，火车）
- 快车（Rapid Run，火车）
- 毒气弹（Tankor，火车）
- 超载（Overload，火车）

 飞行太保（Aerialbot）
- 大无畏（Superion）

- 旋风（Ro-Tor，AH-64直升机）
- 空袭（Air Raid，B-1B轰炸机）
- 俯冲（Skydive，协和运输机）
- 暴风雨（Storm Jet，航天飞机）
- 飞火（Fireflight，Su-27战斗机）
- 银剑（Silverbolt，F-16战斗机）

挖地人（Constructobot）
- 地填(Landfill)

- Crush-Bull（推土机）
- Treader（翻斗车）
- Gran Arm（装载机）
- Digger（挖掘机）
- Mixing（搅拌机）
- Iron Lift（吊车）

机器卫兵（Protectobot）
- 守护神（Defensor）

- 巡弋者（Prowl，轿车）
- 大街（Streetwise，F1赛车）
- 车辙（Groove，摩托车）
- 急救员（First Aid，救护车）
- 红色警报（Red Alert，消防车）
- 热点（Hot Spot，轿车）

公路军团（Road Corps）
- 閃電（スピンロード，轿车）
- 消防路（ファイヤーロード，皮卡）
- 检查路（チェッカーロード，勒芒原型赛车）
- 马赫路（マッハロード，轿车）

### 变形金刚：捕食者空袭（Transformers：Predator Air Attack）
本作為1992年在玩具目錄上刊登的短篇漫畫。
涡轮战士（Turbomaster）
- 震天雷（Thunder Clash，卡车/导弹发射器）
- 机器风暴（Robostorm，直升机）
- 焦炭（Scorch，皮卡）
- 飓风（Hurricane，勒芒原型赛车）
- 折颈（Breakneck，轿车）

捕食者（Predator）
- 利爪（Talon，戰鬥機）
- 天潛（Skydive，戰鬥機）
- 獵鷹（Falcon，戰鬥機）
- 跟蹤者（Stalker，飛彈運輸車）
- 嚎叫（Snare，戰鬥機）
- 天震（Skyquake，外星戰鬥機）

### 变形金刚：汽车人战记（Transformers: Robots In Disguise）

#### 汽车人（Autobot）
- 柯博文(火焰柯博文\ファイヤーコンボイ\Flame Convoy\Optimus Prime)，變形成消防車
- 馬格斯(超神馬格斯\ゴッドマグナス\God Magnus\Ultra Magnus），變形成重武裝卡車。
- 大汉（X-Brawn，SUV）
- 巡弋者（Prowl，轿车）
- 火区（Side Burn，轿车）
- 拖绳（Tow Line，清障拖车）
- 刹车（Skid-Z，F1赛车）

头领战士（Headmaster）
- 巨无霸（Fortress Maximus，基地）

- 密使（Emissary，头）

- 賽博羅斯（Cerebros，头）

飞车队（Team Bullet Train）
- 风行者（Rail Racer）
- 轨道钉（Railspike，火车）
- 快车（Rapid Run，火车）
- 夜行（Midnight Express，火车）

 建筑队（Build Team）
- 地填（Landfill）
- 推土机（Wedge，推土机）
- 吊钩（Hightower，起重机）
- 挖土机（Grimlock，挖掘机）
- 翻斗车（Heavy Load，翻斗卡车）

微星（Spy Changer）
- 激射（Hot Shot，轿车）
- 改装（REV，轿车）
- 交叉（Crosswise，轿车）
- 战火（WARS，轿车）
- 幻影（Mirage，F1赛车）
- 铁皮（Ironhide，皮卡）

### 變形金剛：微型傳說\變形金剛：艦隊（トランスフォーマー スーパーリンク\Transformers: Armada）

#### 汽车人（Autobot）
- 擎天柱（Optimus Prime，集装箱卡车）
- 馬格斯\超载（Ultra Magnus\Overload，卡车）
- 側掃（Side Swipe，轿车）
- 清道夫（Scavenger，推土机）
- 红色警报（Red Alert，SUV）
- 煙幕（Smokescreen）/滑车（Hoist）（起重机/挖掘机）
- 激射（Hot Shot，轿车）
- 急先锋（Blurr，轿车）
- 激光鸟（Laserbeak，鸟/枪/照相机）
- 天火（Jetfire，航天飞机）

### Transformers: Go Bots
Go Bot Protector
- Aero Bot（战斗机）
- Beast Bot（黑猩猩）
- Buzzer Bot（黄蜂）
- Hauler Bot（翻斗卡车）
- Speed Bot（F1赛车/轿车）
- Strong Bot（推土机）
- Gas Bot
- Kid Bot
- Reptron（速龙）
- Mototron（轿车）
- Racer Bot Alpha（轿车）
- Racer Bot Beta（轿车）
- Silver Bot（战斗机）

### （トランスフォーマー スーパーリンク\Transformers: Energon）

#### 汽车人（Autobot）
- 擎天柱（Optimus Prime\Grand Convoy，集装箱卡车）
- 奧米加（Omega Supreme，火车/太空船）
- 激射（Hot Shot，轿车）
- 鐵皮（Ironhide，SUV）
- 消防车/路障（Inferno/Roadblock，消防车/吊车）

 补天士队（Team Rodimus）
- 补天士（Rodimus，卡车）
- 巡弋者（Prowl，F1赛车）
- 地雷（Landmine，半履带车）

 隔板队（Team Bulkhead）
- 隔板（Bulkhead，AH64直升机）
- 跳崖者（CLiffjumper，沙漠越野车）
- 下档（Downshift，轿车）

 航空金剛（Air Team）
- 速伯利昂（Superion Maximus，合體金剛)
- 暴风雨（Storm Jet，SR71侦察机）
- 风刀（Windrazor，F22战斗机）
- 扫射（Treadshot，F22战斗机）
- 天影（Sky Shadow，A10攻击机）
- 骤降（Terradive，A10攻击机）

 全向金刚（Omnicon）
- 雅希（Arcee，摩托车）
- 天爆（Skyblast，战斗机）
- 铁腕（Strongarm，吉普越野车）
- 信号弹（Singal Flare，半履带车）

- 锁扣（Padlock）
- 天火（Jetfire，航天飞机）
- 翼刃/翼剑（Wing Dagger/Wing Saber，B2轰炸机）

### 变形金刚：机器人战士（Transformers: Robotmasters）
汽车人（Autobot）
- 擎天柱（Optimus Prime，卡车头）

智者战士（Brainmaster）
- 史达（Star Saber，战斗机/航天飞机）
- 狮王（Victory Leo，狮/航天飞机）

### 變形金剛：銀河之力（トランスフォーマー　ギャラクシーフォース/Transformers: Cybertron/Transformers Galaxy Force）

#### 汽车人（Autobot）
- 擎天柱（Optimus Prime，消防车）
- 检修/捷狮（Overhaul/Leobreaker，悍马越野车/狮子）
- 挡泥板（Mudflap，起重机）
- 地雷（Landmine，起重机）
- 红色警报（Red Alert，SUV/装甲车）
- 巴克/機關炮（Back Pack/Scattorshot，半履带车/装甲车）
- 激射（Hot Shot，轿车/装甲车）
- 烟幕（Smokescreen，轿车）
- 天火（Jetfire，AN225运输机）
- 翼剑（Wing Saber，A10攻击机）
- 真空（Evac，海豚直升机）
- 信号灯（Signal Lancer，信号灯）

勁速星(Velocitron)
- 音速司令官（Nitro Convoy/Override，外星賽車）
- 剎車（Skids，外星汽車）

猛獸星(Animatron)
- 火龍司令官（Flame Convoy/Scourage，機械火龍）
- 白狼（FangWulf/Snarl，機械白狼）
- 捕手（Backstop，機械犀牛）

基卡羅尼亞(Gigantion)
- 巨人司令官（Megaro Convoy/Metroplex，巨型挖掘機）

#### 狂派
- 密卡登／格威龍（Megatron/Galvatron，外星戰機/外星賽車）
- 天王星（Starscream，外星戰機）
- 音波（Starscream，外星戰機）
- 裂雷（Thundercracker，F15戰鬥機）
- 克羅米婭（Chromia，飛彈氣墊船）
- 墊圈（Gasket/Ransack，外星重型機車）
- 陸速箭（Land Bullet/Ransack，外星重型三輪裝甲車）
- 諾伊斯/邊路（Nomizis/Sideways，外星戰機）

### （Transformers: Animated）

#### 汽车人（Autobot）
柯博文小隊
- 擎天柱（Optimus Prime，消防车）
- 大黄蜂（Bumblebee，金龜車）
- 隔板（Bulkhead）（装甲运兵车）
- 警车（Prowl）（摩托车）
- 飛輪（Ratchet，變形成救護車）
- 大力金刚（Omega Supreme，航天飞机）

 洛迪文小隊
- 补天士（Rodimus Prime，轿车）、
- 大汉（Brawn，半履带车）、
- 红色警报（Red Alert，救护车）、
- 激射（Hot Shot，轿车）、
- 铁皮（Ironhide，面包车）

 賽博坦精英卫兵（Cybertron Elite Guard）
- 通天晓（Ultra Magnus，战术卡车）
- 御天至尊（Sentinel Prime，雪地卡車）
- 爵士（Jazz，轿车）
- 罗嗦（Blurr，賽博坦轿车）
- 战戟（Warpath，坦克车）
- 安全卫兵（Safeguard，战斗机）

- 激暴（Jetstorm，賽博坦战斗机）
- 激火（Jetfire，賽博坦战斗机）

 賽博坦科技部（Cybertron Science）
- 主机（Mainframe，计算机）
- 感知器（Perceptor，显微镜）
- 輪傑（Wheeljack，轿车）

 賽博坦情报局
- 海隆（Highbrow，履带车）
- 雅希（Arcee，轿车）
- 跳崖者（Cliffjumper，轿车）

賽博坦公民
- 格蘭達斯（Grandus）
- 昙花（Flareup）
- 武玄天（Yoketron）

#### 狂派
- 密卡登（Megatron，賽博坦戰鬥機／雙螺旋槳軍用直升機）
- 天王星（Starscream，噴射戰鬥機）
- 螺母（Lugnut，重型衝炸機）
- 閃電（Blitzwing，雙管坦克／噴射戰鬥機）
- 黑寡婦（Blackarachnia，巨型機械蜘蛛）
- 音波（Soundwaüe，音響四輪車）
- 震盪波（Shockwave，賽博坦吊車）

天王星的複製體
- 天彎（Skywarp，噴射戰鬥機）
- 裂雷（Thundercracker，噴射戰鬥機）
- 噴氣機（Ramjet，噴射戰鬥機）
- 太陽風暴（Sunstorm，噴射戰鬥機）
- 滑流（Slipstream，噴射戰鬥機）

### 变形金刚：宇宙（Transformers: Universe）
汽车人
- 擎天柱（集装箱卡车）
- 飛輪（救護車）
- 幻影（F1赛车）
- 大黄蜂（轿车）
- 爵士（轿车）
- 側掃（轿车）
- 轮胎（轿车）

### 变形金刚：网络任务（Transformers: Cyber Missions）
博派
- 擎天柱（卡车头）
- 铁皮（皮卡）
- 大黄蜂（轿车）
- 側掃（轿车）
- 救护车

狂派
- 密卡登
- 天王星
- 音波
- 霧影暗杖（Bludgeon）
- 地獄獵人（Lockdown）
- 奪心（Mindwipe）
- 判官
- 疾瘋
- 悶燒（Smolder）
- 切王（Chopster）

### 變形金剛：領袖之證（Transformers: Prime）

#### 汽车人（Autobot）
领袖卫队（Team Prime）
- 擎天柱（Optimus Prime，半聯結式長鼻卡車/全地形战车）
- 雅希（Arcee，重型機車）
- 大黄蜂（Bumblebee，轿车）
- 隔板（Bulkhead，怪獸卡車）
- 飛輪（Ratchet，救护车）
- 躍崖者（Cliffjumper，肌肉車）
- 馬格斯（Ultra Magnus，半聯結式長鼻卡車）
- 輪傑（Wheeljack，轿车）
- 煙幕（Smokescreen，轿车）

- 钛师傅（Alpha Trion）

#### 狂派（Decepticon）
報應號（The Nemesis）
- 密卡登（Megatron，外星戰機）
- 天王星（Starscream，F-16戰隼戰鬥機）
- 音波（Soundwave，MQ-9 收割者偵察機）
- 震盪波（Shockwave，外星坦克）
- 擊倒（Knock out，跑車）
- 死火（Breakdown，四輪裝甲車）
- 黑寡婦（Airachnid，直升機）
- 天震（Skyruake，噴射戰鬥機）
- 駭翼（DreadWing，噴射戰鬥機）
- 千面客（Shitchanger，模仿對象之載具）
- 硬殼（Hardshell，巨型機械長戟大兜蟲）

#### 掠獸金剛（Predacons）
- 掠獸王（Predaking，機械巨龍）
- 黑鋼（Darksteel，機械獅鷲）
- 天貓（Skylynx，機械龍）

### 变形金刚：救援汽车人（Transformers: Rescue Bots）

#### 汽车人
- 擎天柱（Oprimus Prime，卡车头）

 救援汽车人（Rescue Bot）
- 打捞（Salvage，垃圾车）
- 罗嗦（Blurr，轿车）
- 闪影（Quickshadow，轿车）

第17救援队（Rescue Force Sigma 17）
- 热浪（Heatwave，雷龙/消防车/消防船）
- 巨石（Boulder，角龙/推土机）
- 追踪（Chase，剑龙/轿车）
- 刀锋（Blades，翼龙/救援直升机）

 大黄蜂队（Bee Team）
- 大黄蜂（Bumblebee，轿车）
- 横炮（Sideswipe，轿车）

- 海潮（High Tide，起重船/潜水艇）

### 变形金刚：参乘合体（Transformers Go: Triple Combination）
汽车人（Autobot）
- 擎天柱（Optimus Prime，卡车头/龙/火车）

刀剑人（Swordbot）
 忍者队（Shinobi Team）
- 豪疾驰/豪潜水/豪飞翔（GoGekisou/GoSensui/GoHishou）
- 疾驰丸（GoGekisou，狮）
- 潜水丸（GoSensui，鲨鱼）
- 飞翔丸（GoHishou，凤凰鸡）

 武士队
- 豪剑斩/豪岩王/豪迅武（GoKenzan/GoGanoh/GoJinbu）
- 剑斩（GoKenzan，轿车）
- 岩王（GoGanoh，消防车）
- 迅武（GoJinbu，前掠翼战斗机）

### 变形金刚：擎天柱归来之谜（Transformers: Mystery Of Convory Returns）
汽车人（Autobot）
- 擎天柱（集装箱卡车）
- 飛輪（救護車）
- 滑车（拖车）
- 红色警报（轿车）
- 幻影（F1赛车）
- 探长（吉普越野车）
- 大黃蜂（轿车）
- 跳崖者（轿车）
- 爵士（轿车）
- 輪傑（轿车）
- 飞毛腿（轿车）
- 側掃（轿车）
- 轮胎（轿车）
- 巡弋者（轿车）
- 蓝霹雳（轿车）
- 煙幕（轿车）
- 热破（轿车）
- 通天晓（开放式货柜卡车）
- 杯子（皮卡）
- 罗嗦（轿车）
- 转轮（轿车）
- 沙漠风暴（沙漠越野车/直升机）
- 弹簧（装甲车/直升机）
- 漂移（轿车）
- 雅希（轿车）

### 變形金剛：領袖的挑戰（Transformers: Robots In Disguise）
博派
- 擎天柱（Optimus Prime，集装箱卡车）
- 冲击波（Blastwave，双管坦克车）
- 隔板（Bulkhead，皮卡）
- 救护车（Ratchet，救护车）
- 爵士（Jazz，轿车）
- 风刃（Windblade，垂直起降战斗机）
- 落锻（Dropforge）

 救援汽车人（Rescue Bot）
- 罗嗦（Blurr，轿车）

 大黄蜂队（Bee Team）
- 超级大黄蜂（Ultra Bee，合體金剛）
- 大黄蜂（Bumblebee，轿车）
- 鋼鎖（Grimlock，暴龙）
- 横炮（Sideswipe，轿车）
- 漂移（Drift，轿车）
- 铁腕（Strongarm，SUV）
- 滑流（Slipstream，圓盤）
- 天暴（Jetstorm，圓盤）

狂派
- 密卡托納斯（Megatronus）
- 鋼鉗
- 雷蹄
- 鐵牙
- 火羽
- 取締
- 彈簧跳
- 天王星

### 變形金剛：合體戰爭（Transformers: Combiner Wars）

#### 汽车人（Autobot）
- 擎天柱（Optimus Prime，卡车头）
- 补天士（Rodimus Prime，卡车）
- 威脅者
- 计算王（Computron，合體金剛）
- 勝利女神
- 蹂躪者
- 大都會（Metroplex，城市）
- （Fortress Maximus，基地）
- 龍焱王

### 变形金刚基地
在變形金剛的漫長歷史中，出現過許多不同的據點、基地、要塞等等，通常是該作品中團隊的基地而城為常駐背景，在此以表格整理列出。
| 所屬勢力         | 名稱                               | 原文                                                            | 出現作品                                                    | 特徵                                                                             | 備註                 |
| ---------------- | ---------------------------------- | --------------------------------------------------------------- | ----------------------------------------------------------- | -------------------------------------------------------------------------------- | -------------------- |
| 博派(Autobot)    | 方舟號                             | The Ark                                                         | G1動畫                                                      | 通常是博派的大型太空船。                                                         | 多次出現在不同作品中 |
| 博派(Autobot)    | 博派城市                           | Autobot City                                                    | 《變形金剛：大電影》(Transformers: The Movie)               | 博派位於地球的要塞，由馬格斯指揮。                                               |                      |
| 博派(Autobot)    | 博派基地                           | Autobot Base                                                    | 待補充                                                      | 待補充                                                                           |                      |
| 博派(Autobot)    | 宇宙防衛軍本部                     | Galactic Defense Force Headquarters                             | 待補充                                                      | 待補充                                                                           |                      |
| 博派(Autobot)    | 地帶基地                           | Zone Base                                                       | 待補充                                                      | 待補充                                                                           |                      |
| 博派(Autobot)    | 賽博坦基地                         | Cybertron Base                                                  | 待補充                                                      | 待補充                                                                           |                      |
| 博派(Autobot)    | 賽博坦城市                         | Cybertron City                                                  | 待補充                                                      | 待補充                                                                           |                      |
| 博派(Autobot)    | 博派地球基地                       | Autobot Earth Base                                              | 待補充                                                      | 待補充                                                                           |                      |
| 博派(Autobot)    | 非生物外星物種條約司令部，巢穴部隊 | Non-biological Extraterrestrial Species Treaty Command，N.E.S.T | 《變形金剛：復仇之戰》(Transformers: Revenge of the Fallen) | 由美軍主導建設的大型現代化軍事基地。                                             |                      |
| 博派(Autobot)    | 獅鷲島消防局指揮中心               | Griffin Rock Firehouse Headquarters                             | 《變形金剛：救援機器人》(Transformers: Rescue Bots)         | 一座由主角一家人指揮運作的多功能救災中心，包含有變形金剛成員出入的特殊通道。     |                      |
| 博派(Autobot)    | 奧米加一號                         | Omega One                                                       | 《變形金剛進化版》(Transformers: Animated)                  | 大力金剛變形成的巨型飛船。                                                       |                      |
| 博派(Autobot)    | 金屬回收廠                         | Scrapyard                                                       | 《變形金剛：領袖的挑戰》(Transformers: Robot In Disguise)   | 由克雷父子經營的廢金屬回收場，位於皇冠城郊外，在被摧毀前設有空間橋。             |                      |
| 狂派(Decepticon) | 鐵甲龍                             | Trypticon                                                       | 《變形金剛：領袖之證》(Transformers: Prime)                 | 由鐵甲龍變形而來、並鎖死在載具型態的巨型空中戰艦，在地球軌道飄行，具有隱匿系統。 |                      |

## 外部連結
- Hasbro 《變形金剛》官方網站（页面存档备份，存于）（英文）
- 孩之寶 《變形金剛》官方網站（繁體中文）
- 變形金剛玩具大百科（繁體中文）
- TAKARATOMY 《變形金剛》官方網站（页面存档备份，存于）（日語）
- TAKARATOMY《變形金剛》官方twitter 變形金剛情報局（页面存档备份，存于）（日語）
- TAKARATOMY《變形金剛》官方Facebook （页面存档备份，存于）（日語）
- e-HOBBY SHOP Web Magazine（英文）
- Transformersasia.com（英文）

1. ↑  . www.lego.com.   [2023-12-29]. （原始内容存档于2023-12-29） （中文）.
2. ↑  . 玩具人. 2023-10-30  [20240119]. （原始内容存档于2024-01-19） （中文）.
3. ↑  ,   [2024-04-25], （原始内容存档于2024-04-25） （中文（中国大陆））
4. ↑  . MP-60 ジンライ & MPG-09 スーパージンライ｜トランスフォーマーオフィシャルサイト｜タカラトミー.   [2024-04-25] （日语）.[]